# Setodes ifugella
Setodes ifugella är en nattsländeart som beskrevs av Wolfram Mey 1995. Setodes ifugella ingår i släktet Setodes och familjen långhornssländor. Inga underarter finns listade i Catalogue of Life.